# Liste der olympischen Medaillengewinner aus der Volksrepublik China/A–H
Bislang errangen chinesische Sportler insgesamt 804 olympische Medaillen (325 × Gold, 258 × Silber und 221 × Bronze).
Zurück zur Liste der olympischen Medaillengewinner aus der Volksrepublik China
- Medaillengewinner I bis P
- Medaillengewinner Q bis W
- Medaillengewinner X bis Z

## Medaillengewinner

### A
- An Qixuan – Bogenschießen (0-1-0)
Paris 2024: Silber, Team Frauen
- An Yulong – Shorttrack (0-1-2)
Nagano 1998: Silber, 500 m Männer
Nagano 1998: Bronze, 5000 m Staffel Männer
Salt Lake City 2002: Bronze, 5000 m Staffel Männer
- An Zhongxin – Softball (0-1-0)
Atlanta 1996: Silber, Frauen

### B
- Ba Yan – Basketball (0-0-1)
Los Angeles 1984: Bronze, Frauen
- Bao Shanju – Radsport (1-0-0)
Tokio 2020: Gold, Teamsprint Frauen
- Bao Yingying – Fechten (0-1-0)
Peking 2008: Silber, Säbel Team Frauen
- Bi Kun – Segeln (0-0-1)
Tokio 2020: Bronze, Windsurfen RS:X Männer
- Bi Wenjing – Turnen (0-1-0)
Atlanta 1996: Silber, Stufenbarren Frauen

### C
- Cai Huijue – Schwimmen (0-0-1)
Atlanta 1996: Bronze, 4 × 100 m Lagen Frauen
- Cai Tongtong – Rhythmische Sportgymnastik (0-1-0)
Peking 2008: Silber, Gruppe
- Cai Yalin – Schießen (1-0-0)
Sydney 2000: Gold, Luftgewehr Männer
- Cai Yun – Badminton (1-1-0)
Peking 2008: Silber, Doppel Männer
London 2012: Gold, Doppel Männer
- Cai Zelin – Leichtathletik (0-1-0)
Rio de Janeiro 2016: Silber, 20 km Gehen Männer
- Cao Liguo – Ringen (0-1-0)
Paris 2024: Silber, Bantamgewicht griechisch-römisch Männer
- Cao Mianying – Rudern (0-1-0)
Atlanta 1996: Silber, Doppelzweier Frauen
- Cao Yuan – Wasserspringen (4-1-1)
London 2012: Gold, 10 m Synchronspringen Männer
Rio de Janeiro 2016: Bronze, 3 m Synchronspringen Männer
Rio de Janeiro 2016: Gold, Kunstspringen Männer
Tokio 2020: Gold, 10 m Turmspringen Männer
Paris 2024: Gold, 10 m Turmspringen Männer
Tokio 2020: Silber, 10 m Synchronspringen Männer
- Cao Zhongrong – Moderner Fünfkampf (0-1-0)
London 2012: Silber, Männer
- Chao Na – Schwimmen (0-1-0)
Atlanta 1996: Silber, 4 × 100 m Freistil Frauen
- Chang Hao – Synchronschwimmen (1-0-0)
Paris 2024: Gold, Gruppe
- Chang Si – Synchronschwimmen (0-1-0)
London 2012: Silber, Gruppe
- Chang Yuan – Boxen (1-0-0)
Paris 2024: Gold, Bantamgewicht Frauen
- Chang Yongxiang – Ringen (0-1-0)
Peking 2008: Silber, Weltergewicht griechisch-römisch Männer
- Chang Yani – Wasserspringen (1-0-1)
Paris 2024: Gold, 3 m Synchronspringen Frauen
Paris 2024: Bronze, 3 m Kunstspringen Frauen
- Chen Aisen – Wasserspringen (2-1-0)
Rio de Janeiro 2016: Gold, 10 m Turmspringen Männer
Rio de Janeiro 2016: Gold, 10 m Synchronspringen Männer
Tokio 2020: Silber, 10 m Synchronspringen Männer
- Chen Dequan – Shorttrack (0-1-1)
Sotschi 2014: Bronze, 5000 m Staffel Männer
Pyeongchang 2018: Silber, 5000 m Staffel Männer
- Chen Ding – Leichtathletik (1-0-0)
London 2012: Gold, 20 km Gehen Männer
- Chen Hong – Softball (0-1-0)
Atlanta 1996: Silber, Frauen
- Chen Jin – Badminton (0-0-1)
Peking 2008: Bronze, Einzel Männer
- Chen Jing – Tischtennis (1-2-1)
Seoul 1988: Gold, Einzel Frauen
Seoul 1988: Silber, Doppel Frauen
Barcelona 1992: Silber, Einzel Frauen
Atlanta 1996: Bronze, Einzel Frauen
- Chen Jing – Volleyball (1-0-0)
Athen 2004: Gold, Frauen
- Chen Lijun – Gewichtheben (1-0-0)
Tokio 2020: Gold, Federgewicht Männer
- Chen Ling – Bogenschießen (0-1-0)
Peking 2008: Silber, Team Frauen
- Chen Long – Badminton (1-1-1)
London 2012: Bronze, Einzel Männer
Rio de Janeiro 2016: Gold, Einzel Männer
Tokio 2020: Silber, Einzel Männer
- Chen Longcan – Tischtennis (1-0-0)
Seoul 1988: Gold, Doppel Männer
- Chen Lu – Eiskunstlauf (0-0-2)
Albertville 1992: Bronze, Einzel Frauen
Lillehammer 1994: Bronze, Einzel Frauen
- Chen Meng – Tischtennis (4-0-0)
Tokio 2020: Gold, Einzel Frauen
Tokio 2020: Gold, Team Frauen
Paris 2024: Gold, Einzel Frauen
Paris 2024: Gold, Team Frauen
- Chen Peina – Segeln (0-1-0)
Rio de Janeiro 2016: Silber, Windsurfen RS:X Frauen
- Chen Qi – Tischtennis (1-0-0)
Athen 2004: Gold, Doppel Männer
- Chen Qingchen – Badminton (1-1-0)
Tokio 2020: Silber, Doppel Frauen
Paris 2024: Gold, Doppel Frauen
- Chen Qiuqi – Hockey (0-1-0)
Peking 2008: Silber Frauen
- Chen Ruolin – Wasserspringen (5-0-0)
Peking 2008: Gold, 10 m Turmspringen Frauen
Peking 2008: Gold, Synchronspringen 10 m Frauen
London 2012: Gold, 10 m Turmspringen Frauen
London 2012: Gold, 10 m Synchronspringen Frauen
Rio de Janeiro 2016: Gold, 10 m Synchronspringen Frauen
- Chen Weiqiang – Gewichtheben (1-0-0)
Los Angeles 1984: Gold, Federgewicht Männer
- Chen Xiaojun – Synchronschwimmen (0-1-0)
London 2012: Silber, Gruppe
- Chen Xiaomin – Gewichtheben (1-0-0)
Sydney 2000: Gold, Klasse bis 63 kg Frauen
- Chen Yan – Schwimmen (0-0-1)
Atlanta 1996: Bronze, 4 × 100 m Lagen Frauen
- Chen Yang – Hockey (0-1-0)
Paris 2024: Silber, Frauen
- Chen Yanqing – Gewichtheben (2-0-0)
Athen 2004: Gold, Klasse bis 58 kg Frauen
Peking 2008: Gold, Klasse bis 58 kg Frauen
- Chen Yi – Hockey (0-1-0)
Paris 2024: Silber, Frauen
- Chen Yibing – Turnen (3-1-0)
Peking 2008: Gold, Teammehrkampf Männer
Peking 2008: Gold, Ringe Männer
London 2012: Gold, Teammehrkampf Männer
London 2012: Silber, Ringe Männer
- Chen Ying – Schießen (1-1-0)
Peking 2008: Gold, Sportpistole Frauen
London 2012: Silber, Sportpistole Frauen
- Chen Yiwen – Wasserspringen (2-0-0)
Paris 2024: Gold, 3 m Synchronspringen Frauen
Paris 2024: Gold, 3 m Kunstspringen Frauen
- Chen Yongyan – Turnen (0-0-1)
Los Angeles 1984: Bronze, Teammehrkampf Frauen
- Chen Yueling – Leichtathletik (1-0-0)
Barcelona 1992: Gold, 10 km Gehen Frauen
- Chen Yuefang – Basketball (0-0-1)
Los Angeles 1984: Bronze, Frauen
- Chen Yufei – Badminton (1-0-0)
Tokio 2020: Gold, Einzel Frauen
- Chen Yufeng – Fußball (0-1-0)
Atlanta 1996: Silber, Frauen
- Chen Yunxia – Rudern (1-0-0)
Tokio 2020: Gold, Doppelvierer Frauen
- Chen Yuxi – Wasserspringen (2-2-0)
Tokio 2020: Gold, 10 m Synchronspringen Frauen
Tokio 2020: Silber, 10 m Turmspringen Frauen
Paris 2024: Gold, 10 m Synchronspringen Frauen
Paris 2024: Silber, 10 m Turmspringen Frauen
- Chen Zhaoxia – Hockey (0-1-0)
Peking 2008: Silber, Frauen
- Chen Zhen – Handball (0-0-1)
Los Angeles 1984: Bronze, Frauen
- Chen Zhong Taekwondo (2-0-0)
Sydney 2000: Gold, Schwergewicht Frauen
Athen 2004: Gold, Schwergewicht Frauen
- Chen Zihe – Tischtennis (0-1-0)
Barcelona 1992: Silber, Doppel Frauen
- Cheng Fei – Turnen (1-0-2)
Peking 2008: Gold, Teammehrkampf Frauen
Peking 2008: Bronze, Schwebebalken Frauen
Peking 2008: Bronze, Pferdsprung Frauen
- Cheng Hui – Hockey (0-1-0)
Peking 2008: Silber, Frauen
- Cheng Ming – Bogenschießen (0-1-0)
London 2012: Silber, Team Frauen
- Cheng Xunzhao – Judo (0-0-1)
Rio de Janeiro 2016: Bronze, Mittelgewicht Männer
- Cheng Yujie – Schwimmen (0-0-1)
Paris 2024: Bronze, 4 × 100 m Freistil Frauen
- Chou Tao – Rhythmische Sportgymnastik (0-1-0)
Peking 2008: Silber, Gruppe
- Cong Xuedi – Basketball (0-1-1)
Los Angeles 1984: Bronze, Frauen
Barcelona 1992: Silber, Frauen
- Cui Xiaotong – Rudern (1-0-0)
Tokio 2020: Gold, Doppelvierer Frauen
- Cui Yongmei – Volleyball (0-1-1)
Seoul 1988: Bronze, Frauen
Atlanta 1996: Silber, Frauen

### D
- Dai Xiaoxiang – Bogenschießen (0-0-1)
London 2012: Bronze, Einzel Männer
- Dan Wen – Hockey (0-1-0)
Paris 2024: Silber, Frauen
- Deng Lijuan – Sportklettern (0-1-0)
Paris 2024: Silber, Speed Frauen
- Deng Linlin – Turnen (2-0-0)
Peking 2008: Gold, Teammehrkampf Frauen
London 2012: Gold, Schwebebalken Frauen
- Deng Shudi – Turnen (0-0-1)
Rio de Janeiro 2016: Bronze, Teammehrkampf Männer
- Deng Wei – Gewichtheben (1-0-0)
Rio de Janeiro 2016: Gold, Leichtgewicht Frauen
- Deng Yaping – Tischtennis (4-0-0)
Barcelona 1992: Gold, Einzel Frauen
Barcelona 1992: Gold, Doppel Frauen
Atlanta 1996: Gold, Einzel Frauen
Atlanta 1996: Gold, Doppel Frauen
- Deng Yawen – Radsport (1-0-0)
Paris 2024: Gold, BMX-Freestyle Frauen
- Ding Feng – Schießen (0-0-1)
London 2012: Bronze, Schnellfeuerpistole Männer
- Ding Meiyuan – Gewichtheben (1-0-0)
Sydney 2000: Gold, Klasse über 75 kg Frauen
- Ding Ning – Tischtennis (2-2-0)
London 2012: Silber, Einzel Frauen
London 2012: Gold, Team Frauen
Rio de Janeiro 2016: Gold, Team Frauen
Rio de Janeiro 2016: Silber, Einzel Frauen
- Ding Xia – Volleyball (1-0-0)
Rio de Janeiro 2016: Gold Frauen
- Ding Xinyi – Rhythmische Sportgymnastik (1-0-0)
Paris 2024: Gold, Gruppe
- Dong Bin – Leichtathletik (0-0-1)
Rio de Janeiro 2016: Bronze, Dreisprung Männer
- Dong Dong – Trampolinturnen (1-2-1)
Peking 2008: Bronze, Männer
London 2012: Gold, Männer
Rio de Janeiro 2016: Silber, Männer
Tokio 2020: Silber, Männer
- Dong Jie – Schwimmen (1-0-0)
Tokio 2020: Gold, 4 × 200 m Freistil Frauen
- Dong Jiong – Badminton (0-1-0)
Atlanta 1996: Silber, Einzel Männer
- Dong Zhaozhi – Fechten (0-2-0)
Sydney 2000: Silber, Florett Team Männer
Athen 2004: Silber, Florett Team Männer
- Duan Jingli – Rudern (0-0-1)
Rio de Janeiro 2016: Bronze, Einer Frauen
- Du Jing – Badminton (1-0-0)
Peking 2008: Gold, Doppel Frauen
- Du Li – Schießen (2-1-1)
Athen 2004: Gold, Luftgewehr Frauen
Peking 2008: Gold, Kleinkaliber-Dreistellungskampf Frauen
Rio de Janeiro 2016: Bronze, Kleinkaliber-Dreistellungskampf Frauen
Rio de Janeiro 2016: Silber, 10 m Luftgewehr Frauen

### F
- Fan Bin – Turnen (0-1-1)
Atlanta 1996: Silber, Teammehrkampf Männer
Atlanta 1996: Bronze, Reck Männer
- Fan Hongbin – Turnen (0-1-0)
Atlanta 1996: Silber, Teammehrkampf Männer
- Fan Kexin – Shorttrack (1-1-1)
Sotschi 2014: Silber, 1000 m Frauen
Peking 2022: Gold, 2000 m Staffel Mixed
Peking 2022: Bronze, 3000 m Staffel Frauen
- Fan Yilin – Turnen (0-0-1)
Rio de Janeiro 2016: Bronze, Teammehrkampf Frauen
- Fan Yunjie – Fußball (0-1-0)
Atlanta 1996: Silber, Frauen
- Fan Yunxia – Hockey (0-1-0)
Paris 2024: Silber, Frauen
- Fan Zhendong – Tischtennis (3-1-0)
Tokio 2020: Gold, Team Männer
Tokio 2020: Silber, Einzel Männer
Paris 2024: Gold, Einzel Männer
Paris 2024: Gold, Team Männer
- Fang Yuting – Bogenschießen (0-1-0)
London 2012: Silber, Team Frauen
- Feng Bin – Leichtathletik (0-1-0)
Paris 2024: Silber, Diskuswurf Frauen
- Feng Kai – Shorttrack (0-0-2)
Nagano 1998: Bronze, 5000 m Staffel Männer
Salt Lake City 2002: Bronze, 5000 m Staffel Männer
- Feng Kun – Volleyball (1-0-1)
Athen 2004: Gold, Frauen
Peking 2008: Bronze, Frauen
- Feng Shanshan – Golf (0-0-1)
Rio de Janeiro 2016: Bronze, Frauen
- Feng Yu – Synchronschwimmen (1-1-0)
Tokio 2020: Silber, Gruppe
Paris 2024: Gold, Gruppe
- Feng Zhe – Turnen (2-0-0)
London 2012: Gold, Teammehrkampf Männer
London 2012: Gold, Barren Männer
- Feng Ziqi – Ringen (0-0-1)
Paris 2024: Bronze, Fliegengewicht Freistil Frauen
- Fu Baorong – Hockey (0-1-0)
Peking 2008: Silber, Frauen
- Fu Haifeng – Badminton (2-1-0)
Peking 2008: Silber, Doppel Männer
London 2012: Gold, Doppel Männer
Rio de Janeiro 2016: Gold, Doppel Männer
- Fu Mingxia – Wasserspringen (4-1-0)
Barcelona 1992: Gold, 10 m Turmspringen Frauen
Atlanta 1996: Gold, 3 m Kunstspringen Frauen
Atlanta 1996: Gold, Turmspringen Frauen
Sydney 2000: Gold, 3 m Kunstspringen Frauen
Sydney 2000: Silber, Turmspringen Frauen
- Fu Yuanhui – Schwimmen (0-0-1)
Rio de Janeiro 2016: Bronze, 100 m Rücken Frauen

### G
- Gao E – Schießen (0-0-2)
Sydney 2000: Bronze, Trap Frauen
Athen 2004: Bronze, Doppeltrap Frauen
- Gao Feng – Judo (0-0-1)
Athen 2004: Bronze, Superleichtgewicht Frauen
- Gao Hong – Fußball (0-1-0)
Atlanta 1996: Silber, Frauen
- Gao Jing – Schießen (0-0-1)
Sydney 2000: Bronze, Luftgewehr Frauen
- Gao Jun – Tischtennis (0-1-0)
Barcelona 1992: Silber, Doppel Frauen
- Gao Lei – Trampolinturnen (0-0-1)
Rio de Janeiro 2016: Bronze, Männer
- Gao Lihua – Hockey (0-1-0)
Peking 2008: Silber, Frauen
- Gao Ling – Badminton (2-1-1)
Sydney 2000: Gold, Mixed
Sydney 2000: Bronze, Doppel Frauen
Athen 2004: Gold, Mixed
Athen 2004: Silber, Doppel Frauen
- Gao Min – Wasserspringen (2-0-0)
Seoul 1988: Gold, 3 m Kunstspringen Frauen
Barcelona 1992: Gold, 3 m Kunstspringen Frauen
- Gao Tingyu – Eisschnelllauf (1-0-1)
Pyeongchang 2018: Bronze, 500 m Männer
Peking 2022: Gold, 500 m Männer
- Gao Xiumin – Handball (0-0-1)
Los Angeles 1984: Bronze, Frauen
- Gao Yulan – Rudern (0-1-0)
Peking 2008: Silber, Zweier ohne Steuerfrau
- Ge Chutong – Schwimmen (0-0-1)
Paris 2024: Bronze, 4 × 200 m Freistil Frauen
- Ge Fei – Badminton (2-0-0)
Atlanta 1996: Gold, Doppel Frauen
Sydney 2000: Gold, Doppel Frauen
- Gu Jun – Badminton (2-0-0)
Atlanta 1996: Gold, Doppel Frauen
Sydney 2000: Gold, Doppel Frauen
- Gong Jinjie – Radsport (1-1-0)
London 2012: Silber, Teamsprint Frauen
Rio de Janeiro 2016: Gold, Teamsprint Frauen
- Gong Li – Karate (0-0-1)
Tokio 2020: Bronze, Kumite über 61 kg Frauen
- Gong Lijiao – Leichtathletik (1-1-1)
Peking 2008: Bronze, Kugelstoßen Frauen
London 2012: Silber, Kugelstoßen Frauen
Tokio 2020: Gold, Kugelstoßen Frauen
- Gong Xiangyu – Volleyball (1-0-0)
Rio de Janeiro 2016: Gold, Frauen
- Gong Zhichao – Badminton (1-0-0)
Sydney 2000: Gold, Einzel Frauen
- Gu Beibei – Synchronschwimmen (0-0-1)
Peking 2008: Bronze, Gruppe
- Eileen Gu – Freestyle-Skiing (2-1-0)
Peking 2022: Gold, Big Air Frauen
Peking 2022: Gold, Halfpipe Frauen
Peking 2022: Silber, Slopestyle Frauen
- Gu Bingfeng – Hockey (0-1-0)
Paris 2024: Silber, Frauen
- Gu Hong – Boxen (0-1-0)
Tokio 2020: Silber, Weltergewicht Frauen
- Gu Xiao – Synchronschwimmen (0-1-0)
Rio de Janeiro 2016: Silber, Gruppe
- Gu Xiaoli – Rudern (0-0-1)
Barcelona 1992: Bronze, Doppelzweier Frauen
- Guan Chenchen – Turnen (1-0-0)
Tokio 2020: Gold, Schwebebalken Frauen
- Guan Weizhen – Badminton (0-1-0)
Barcelona 1992: Silber, Doppel Frauen
- Guo Dan – Bogenschießen (0-1-0)
Peking 2008: Silber, Team Frauen
- Guo Jingjing – Wasserspringen (4-2-0)
Sydney 2000: Silber, 3 m Kunstspringen Frauen
Sydney 2000: Silber, 3 m Synchronspringen Frauen
Athen 2004: Gold, 3 m Kunstspringen Frauen
Athen 2004: Gold, 3 m Synchronspringen Frauen
Peking 2008: 3 m Kunstspringen Frauen
Peking 2008: Gold, 3 m Synchronspringen Frauen
- Guo Li – Synchronschwimmen (0-2-0)
Rio de Janeiro 2016: Silber, Gruppe
Tokio 2020: Silber, Gruppe
- Guo Linlin – Rudern (0-0-1)
Tokio 2020: Bronze, Achter Frauen
- Guo Linyao – Turnen (0-1-1)
Barcelona 1992: Silber, Teammehrkampf Männer
Barcelona 1992: Bronze, Barren Männer
- Guo Qing Taekwondo (0-1-0)
Paris 2024: Silber, Fliegengewicht Frauen
- Guo Qiqi – Rhythmische Sportgymnastik (1-0-0)
Paris 2024: Gold, Gruppe
- Guo Shuang – Radsport (0-2-2)
Peking 2008: Bronze, Sprint Frauen
London 2012: Silber, Teamsprint Frauen
London 2012: Silber, Keirin Frauen
London 2012: Bronze, Sprint Frauen
- Guo Wei – Shorttrack (0-0-1)
Salt Lake City 2002: Bronze, 5000 m Staffel Männer
- Guo Weiyang – Turnen (1-0-0)
London 2012: Gold, Teammehrkampf Männer
- Guo Wenjun – Schießen (2-0-0)
Peking 2008: Gold, Luftpistole Frauen
London 2012: Gold, Luftpistole Frauen
- Guo Xinxin – Freestyle-Skiing (0-0-1)
Vancouver 2010: Bronze, Aerials Frauen
- Guo Yue – Tischtennis (2-0-2)
Athen 2004: Bronze, Doppel Frauen
Peking 2008: Gold, Team Frauen
Peking 2008: Bronze, Einzel Frauen
London 2012: Gold, Team Frauen

### H
- Han Cong – Eiskunstlauf (1-1-0)
Pyeongchang 2018: Silber, Paarlauf
Peking 2022: Gold, Paarlauf
- Han Tianyu – Shorttrack (0-2-1)
Sotschi 2014: Silber, 1500 m Männer
Sotschi 2014: Bronze, 5000 m Staffel Männer
Pyeongchang 2018: Silber, 5000 m Staffel Männer
- Han Xiaopeng – Freestyle-Skiing (1-0-0)
Turin 2006: Gold, Aerials Männer
- Han Xue – Schwimmen (0-0-1)
Atlanta 1996: Bronze, 4 × 100 m Lagen Frauen
- Han Yaqing – Rudern (0-0-1)
Seoul 1988: Bronze, Achter Frauen
- Han Yutong – Shorttrack (0-0-1)
Peking 2022: Bronze, 3000 m Staffel Frauen
- Hao Jialu – Fechten (0-1-0)
Rio de Janeiro 2016: Silber, Degen Team Frauen
- Hao Ting – Rhythmische Sportgymnastik (1-0-0)
Paris 2024: Gold, Gruppe
- Hao Yun – Schwimmen (0-0-1)
London 2012: Bronze, 4 × 200 m Freistil Männer
- He Bingjiao – Badminton (0-1-0)
Paris 2024: Silber, Einzel Frauen
- He Chong – Wasserspringen (1-0-1)
Peking 2008: Gold, 3 m Kunstspringen Männer
London 2012: Bronze, 3 m Kunstspringen Männer
- He Hanbin – Badminton (0-0-1)
Peking 2008: Bronze, Mixed
- He Jianping – Handball (0-0-1)
Los Angeles 1984: Bronze, Frauen
- He Jiangxin – Hockey (0-1-0)
Paris 2024: Silber, Frauen
- He Jun – Basketball (0-1-0)
Barcelona 1992: Silber, Frauen
- He Kexin – Turnen (2-1-0)
Peking 2008: Gold, Teammehrkampf Frauen
Peking 2008: Gold, Stufenbarren Frauen
London 2012: Silber, Stufenbarren Frauen
- He Liping – Softball (0-1-0)
Atlanta 1996: Silber, Frauen
- He Qi – Volleyball (0-1-0)
Atlanta 1996: Silber, Frauen
- He Wenna – Trampolinturnen (1-0-1)
Peking 2008: Gold, Frauen
London 2012: Bronze, Frauen
- He Yanwen – Rudern (0-0-1)
Seoul 1988: Bronze, Achter Frauen
- He Ying – Bogenschießen (0-2-0)
Atlanta 1996: Silber, Einzel Frauen
Athen 2004: Silber, Team Frauen
- He Yingqiang – Gewichtheben (0-1-1)
Seoul 1988: Silber, Bantamgewicht Männer
Barcelona 1992: Bronze, Federgewicht Männer
- He Zhuoqiang – Gewichtheben (0-0-1)
Seoul 1988: Bronze, Fliegengewicht Männer
- He Zi – Wasserspringen (1-2-0)
London 2012: Silber, 3 m Kunstspringen Frauen
London 2012: Gold, 3 m Synchronspringen Frauen
Rio de Janeiro 2016: Silber, 3 m Kunstspringen Frauen
- Hong Kexin – Ringen (0-0-1)
Paris 2024: Bronze, Freistil Weltergewicht Frauen
- Hou Yuzhu – Volleyball (1-0-1)
Los Angeles 1984: Gold, Frauen
Seoul 1988: Bronze, Frauen
- Hou Yuzhuo Taekwondo (0-1-0)
London 2012: Silber, Federgewicht Frauen
- Hou Zhihui – Gewichtheben (2-0-0)
Tokio 2020: Gold, Bantamgewicht Frauen
Paris 2024: Gold, Bantamgewicht Frauen
- Hu Binyuan – Schießen (0-0-1)
Peking 2008: Bronze, Doppeltrap Männer
- Hu Jia – Wasserspringen (1-2-0)
Sydney 2000: Silber, 10 m Turmspringen Männer
Sydney 2000: Silber, Synchronspringen 10 m Männer
Athen 2004: Gold, 10 m Turmspringen Männer
- Hu Jianguan – Boxen (0-0-1)
Rio de Janeiro 2016: Bronze, Fliegengewicht Männer
- Hu Yadong – Rudern (0-1-1)
Seoul 1988: Silber, Vierer mit Steuerfrau
Seoul 1988: Bronze, Achter Frauen
- Huang Dongping – Badminton (1-0-0)
Tokio 2020: Gold, Doppel Mixed
- Huang Haiyang – Fechten (0-1-0)
Peking 2008: Silber, Säbel Team Frauen
- Huang Hua – Badminton (0-0-1)
Barcelona 1992: Bronze, Einzel Frauen
- Huang Huadong – Turnen (0-1-0)
Atlanta 1996: Silber, Teammehrkampf Männer
- Huang Junxia – Hockey (0-1-0)
Peking 2008: Silber, Frauen
- Huang Liping – Turnen (0-1-0)
Atlanta 1996: Silber, Teammehrkampf Männer
- Huang Nanyan – Badminton (0-1-0)
Sydney 2000: Silber, Doppel Frauen
- Huang Qun – Turnen (0-0-1)
Los Angeles 1984: Bronze, Teammehrkampf Frauen
- Huang Shanshan – Trampolinturnen (0-1-1)
Athen 2004: Bronze, Frauen
London 2012: Silber, Frauen
- Huang Shiping – Schießen (0-1-1)
Los Angeles 1984: Bronze, Laufende Scheibe Männer
Seoul 1988: Silber, Laufende Scheibe Männer
- Huang Sui – Badminton (0-1-0)
Athen 2004: Silber, Doppel Frauen
- Huang Wenyi – Rudern (0-1-0)
London 2012: Silber, Leichtgewichts-Doppelzweier Frauen
Rio de Janeiro 2016: Bronze, Leichtgewichts-Doppelzweier Frauen
- Huang Xiaomin – Schwimmen (0-1-0)
Seoul 1988: Silber, 200 m Brust Frauen
- Huang Xu – Turnen (2-0-0)
Sydney 2000: Gold, Teammehrkampf Männer
Peking 2008: Gold, Teammehrkampf Männer
- Huang Xuechen – Synchronschwimmen (0-5-2)
Peking 2008: Bronze, Gruppe
London 2012: Silber, Gruppe
London 2012: Bronze, Duett
Rio de Janeiro 2016: Silber, Duett
Rio de Janeiro 2016: Silber, Gruppe
Tokio 2020: Silber, Duett
Tokio 2020: Silber, Gruppe
- Huang Yaqiong – Badminton (1-1-0)
Tokio 2020: Silber, Doppel Mixed
Paris 2024: Gold, Doppel Mixed
- Huang Yuting – Schießen (1-1-0)
Paris 2024: Gold, 10 m Luftgewehr Mixed
Atlanta 1996: Silber, 10 m Luftgewehr Frauen
- Huang Zhangjiayang – Rhythmische Sportgymnastik (1-0-0)
Paris 2024: Gold, Gruppe
- Huang Zhihong – Leichtathletik (0-1-0)
Barcelona 1992: Silber, Kugelstoßen Frauen
- Hui Ruoqi – Volleyball (1-0-0)
Rio de Janeiro 2016: Gold, Frauen
- Huo Liang – Wasserspringen (1-0-0)
Peking 2008: Gold, 10 m Synchronspringen Männer